# 保护老虎国际论坛
保护老虎国际论坛于2010年11月21日至24日在俄罗斯圣彼得堡市举行，是迄今为止举办的最高级别的国际老虎保护会议。中国、俄罗斯、孟加拉国、老挝和尼泊尔5国政府首脑以及世界银行、全球环境基金、世界自然基金会、国际野生生物保护学会在内的数十家国际组织及政府机构派代表参加了会议。这次国际论坛的议题包括交流各国老虎恢复计划、资金保障机制和全球老虎恢复计划等。会议通过了《全球野生虎分布国政府首脑宣言》和“保护老虎和恢复老虎数量全球战略”。